# Генадий Лимурис
Генадий (на гръцки: Γεννάδιος, Генадиос) е гръцки духовник, митрополит на Вселенската патриаршия.

## Биография
Роден е на 27 юли 1951 година в Солун, Гърция със светското име Николаос Лимурис (Νικόλαος Λυμούρης). Завършва богословие в Института „Свети Сергий“ в Париж в 1978 година. На 27 септември 1974 година е ръкоположен за дякон. В 1976 година се замонашва в патриаршеския и ставропигиален манастир „Света Анастасия Узорешителница“ на Халкидика. На 18 януари 1981 г. в дортмунд, Германия е ръкоположен за презвитер. От 1983 до 1993 година е изпълнителен секретар на комисията на Световния съвет на църкввите „Вяра и порядък“ в Женева. В 1984 година е назначен за изпълнителен секретар на Смесената международна комисия по богословския диалог с лютераните. Преподава ред дисциплини като гост лектор в различни университети в Америка и Европа. В 1989 годива е възведен в сан архимандрит. От 1993 година е член на няколко синодални комисии на Вселенската патриаршия. От 1994 година е игумен на патриаршеския ставропигиален манастир „Животворящ източник“ в Балъклъ (Валукли). В 1995 година е възведен във велик сингел. В 1996 година е назначен за изпълнителен секретар на официалния Международен богословски диалог с Римокатолическата църква.
На 1 юни 1997 година е ръкоположен в катедралата „Свети Георги“ в Цариград за титулярен сасимски епископ от митрополит Йоаким Халкидонски в съслужение с митрополитите Калиник Листренски, Герман Траянополски, Яков Лаодикейски, Мелитон Филаделфийски, Димитрий Севастийски и Апостол Агатоникийски.
В 1998 година е избран за член на Постоянния комитет на комиссията на Световния съвет на църквите „Вяра и църковно устройство“. От 1999 г. е неин вицепрезидент като представител на Вселенската патриаршия. В 1999 г. става съпредседател на Смесената богословска комисия за богословски диалог между православните църкви и Световната лютеранска федерация. От 2002 година е член на Изпълнителния и Централния комитет на Световния съвет на църквите.
На 3 ноември 2007 година е въздигнат в митрополит.
Автор е на няколкостотин богословски статеи и изследвания и трудове в гръцкия и международния печат. Пише няколко книги по православно богословие. Носител е на църковни и държавни награди. Говори гръцки, английски, френски, немски, италиански и руски език.
Умира на 1 юни 2022 година.